# Simpsonville (Kentucky)
Simpsonville – miasto w Stanach Zjednoczonych, w stanie Kentucky, w hrabstwie Shelby.